# Windsor (Quebec)
Windsor es una ciudad canadiense ubicada en el municipio regional de condado de Le Val-Saint-François, en la región de Estrie en la provincia de Quebec.

## Toponimia
La nueva ciudad de Windsor fue creada el 29 de diciembre de 1999. Es el resultado de la combinación de la ciudad de Windsor y el Ayuntamiento de Saint-Grégoire-de-Greenlay.
El nombre de Windsor hace referencia a la ciudad inglesa en Berkshire, donde se puede admirar el famoso castillo de Windsor, construido alrededor de 1344, a petición de Eduardo III, y que hoy en día aun sigue siendo una de las residencias favoritas de los miembros de la realeza británica. Su nombre deriva del inglés antiguo Wyndelshore, la orilla del Wendel, a la orilla de los vándalos, pueblo germánico temible. Los Windsorois (su gentilicio en francés), basan su economía en la pulpa y el papel, así como la industria de tratamiento de textiles.

## Demografía

### Población
Tendencia de la población:
| Censo  | Población | Variación (%) |
| ------ | --------- | ------------- |
| 2011   | 5.367     | 2.4%          |
| 2006   | 5.239     | 1.5%          |
| 2001   | 5.321     | 3.5%          |
| Fusión | 5.515 (+) | 12.5%         |
| 1996   | 4.904     | 1.9%          |
| 1991   | 4.813     | N/A           |

(+) Amalgamación del pueblo de Windsor y la aldea de Saint-Grégoire-de-Greenlay el 29 de diciembre de 1999.

### Idiomas
Lengua materna (2011)
| Idioma                       | Población | Porcentaje (%) |
| ---------------------------- | --------- | -------------- |
| Francófonos                  | 5.120     | 96.1%          |
| Anglófonos                   | 165       | 3.1%           |
| Bilingües (francés e inglés) | 35        | 0.7%           |
| Alófonos                     | 10        | 0.2%           |